# Sent Cassian
Sent Cassian (en francès Saint-Cassien) és un municipi francès situat al departament de la Dordonya i a la regió de la Nova Aquitània.

## Demografia
| 1962                                       | 1968 | 1975 | 1982 | 1990 | 1999 | 2007 |
| ------------------------------------------ | ---- | ---- | ---- | ---- | ---- | ---- |
| 68                                         | 53   | 43   | 35   | 40   | 37   | 33   |
| Des de 1962: població sense dobles comptes |      |      |      |      |      |      |

## Administració
| Període   | Identitat      | Partit |
| --------- | -------------- | ------ |
| 1977-2008 | Gérard Magimel |        |
| 2008-     | Denis Renoux   |        |